# En ny rebell i byn
"En ny rebell i byn" är en sång från 1988 skriven av Pugh Rogefeldt. Den utgavs som singel 1989 på vilken Mikael Rickfors medverkade.
Låten låg fyra veckor på Svensktoppen mellan den 7 januari och 3 februari 1990 med en sjätteplats som bästa placering. Di sma undar jårdi gjorde en cover på låten 1988.

## Låtlista
Alla låtar är skrivna av Pugh Rogefeldt.
1. "En ny rebell i byn"
2. "Klöver Linda"

### Fotnoter
1. 1 2 3  ”"En ny rebell i byn"”. Svensk mediedatabas. http://smdb.kb.se/catalog/search?q=pugh+rogefeldt+tv%C3%A5+lika+%C3%A4r+ett&sort=OLDEST. Läst 19 januari 2013.
2. ↑  ”Svensktoppen 1990”. Sveriges Radio. http://sverigesradio.se/diverse/appdata/isidor/files/2023/3486.txt. Läst 19 januari 2013.